# Cadrezzate
Cadrezzate é uma comuna italiana da região da Lombardia, província de Varese, com cerca de 1.577 habitantes. Estende-se por uma área de 5 km², tendo uma densidade populacional de 315 hab/km². Faz fronteira com Angera, Ispra, Osmate, Sesto Calende, Travedona-Monate.

## Demografia
| Variação demográfica do município entre 1861 e 2011                               |
|                                                                                   |
| Fonte: Istituto Nazionale di Statistica (ISTAT) - Elaboração gráfica da Wikipedia |